# A.I.F. Burial Ground
A.I.F. Burial Ground is een Britse militaire begraafplaats met gesneuvelden uit de Eerste Wereldoorlog, gelegen in de Franse gemeente Flers in het departement Somme. De begraafplaats ligt anderhalve kilometer ten noorden van het dorpscentrum (Église Saint-Martin) en werd ontworpen door Herbert Baker. Ze heeft een trapeziumvormig grondplan met een oppervlakte van ongeveer 9.270 m² en wordt begrensd door een lage natuurstenen muur afgewerkt met witte boordstenen. Centraal achteraan staat op een verhoogd terras het Cross of Sacrifice geflankeerd door twee open schuilgebouwtjes met zuilen. Tegen de noordelijke zijkant staat, eveneens op een terras de Stone of Remembrance. De toegang bestaat uit een dubbel metalen hek tussen een naar binnen gebogen muur. De begraafplaats wordt onderhouden door de Commonwealth War Graves Commission.
Op de begraafplaats rusten 3.475 Commonwealth-gesneuvelden, waaronder 2.263 niet geïdentificeerde. Er liggen ook 170 Fransen en 3 Duitsers. 

## Geschiedenis
Op 15 september 1916, tijdens de Slag bij Flers-Courcelette, werd Flers door de New Zealand Division en de 41st Division, voor het eerst bijgestaan door tanks, veroverd. Gedurende het Duitse lenteoffensief van maart 1918 werd het uit handen gegeven maar eind augustus daaropvolgend werd het door de 10th West Yorks en de 6th Dorsets van de 17th Division heroverd.
De begraafplaats werd in november 1916 gestart door Australische medische eenheden (Field ambulances) die in naburige schuilplaatsen gelegerd waren. Zij gaven ook de naam (Australian Imperial Force) aan deze begraafplaats. Ze werd tot februari 1917 door hen gebruikt. De oorspronkelijke graven liggen in perk I, rijen A en B. Na de wapenstilstand werd de begraafplaats sterk uitgebreid met Commonwealth en Franse graven die afkomstig waren uit de omliggende slagvelden van de Somme. Ook de graven van een paar ontruimde begraafplaatsen werden hier bijgezet, namelijk de begraafplaatsen Factory Corner en North Road Cemetery in Flers. In de jaren 1920 werd de noordelijke omheiningsmuur verwijderd om verdere uitbreiding van de begraafplaats toe te laten.
Onder de geïdentificeerde doden zijn er 856 Britten, 275 Australiërs, 54 Nieuw-Zeelanders, 29 Canadezen, 3 Zuid-Afrikanen en 1 Duitser. Voor 23 slachtoffers werden Special Memorials opgericht omdat hun graven niet meer gevonden werden en men neemt aan dat ze zich onder een naamloze grafzerk bevinden. Drie andere slachtoffers die eerder begraven waren in Flers maar waar hun graf niet meer teruggevonden werd worden eveneens met een Special Memorial herdacht.

## Graven

### Onderscheiden militairen
- Harold Jackson, sergeant bij het East Yorkshire Regiment werd onderscheiden met het Victoria Cross (VC)
- George Matson Nicholas, majoor bij de Australian Infantry, A.I.F. werd onderscheiden met de Distinguished Service Order (DSO).
- Walter Roy Sheen, kapitein bij de Australian Infantry, A.I.F., Horace William Harriman, kapitein bij de Duke of Wellington's (West Riding Regiment), James Wilfred Battersby, kapitein bij de Royal Field Artillery en Leonard Farthing, kapitein bij het East Lancashire Regiment werden onderscheiden met het Military Cross (MC).
- sergeant J.H. Jones werd onderscheiden met de Distinguished Conduct Medal en het Croix de guerre (DCM).
- de compagnie sergeant-majoors P. Carr en Enos England werden onderscheiden met de Distinguished Conduct Medal en de Military Medal (DCM, MM).
- onderluitenant William Frederick Hordern Matthews, sergeant-majoor Robert Birnie, de sergeanten W. Emery en J. McCabe en korporaal Francis John Herbert Fear werden onderscheiden met de Distinguished Conduct Medal (DCM).
- nog 15 militairen ontvingen de Military Medal (MM).

### Aliassen
- luitenant-kolonel Charles William Reginald Duncombe diende onder het alias Charles William Reginald Feversham bij de Yorkshire Hussars Yeomanry.
- soldaat W.J. Duggan diende onder het alias J. Collins bij de Northumberland Fusiliers.
- soldaat Tor Hans Baard Stene diende onder het alias Sidney Williams bij het Canterbury Regiment, N.Z.E.F..
- soldaat J. Doherty diende onder het alias J. Edwards bij de Australian Infantry, A.I.F..
- soldaat W. McCorist diende onder het alias W. Nicholson bij de Black Watch (Royal Highlanders).

### Minderjarige militairen
- korporaal W. Johnson, schutter Ronald Thompson en soldaat Edward Claude Perkins waren slechts 16 jaar toen ze sneuvelden.
- korporaal Harry Leonard Hicks en de soldaten Harry Ellis en J. Hilton waren slechts 17 jaar toen ze sneuvelden.